# ミス・マネーペニー
ミス・マネーペニー（Miss Moneypenny）は、ジェームズ・ボンドを主人公とした小説及び映画作品に登場するキャラクターである。

## 概要
ボンドの上司で、イギリス情報局秘密情報部（MI6）の長官でもあるMの秘書で、階級は大尉。プレイボーイのボンドに恋愛感情を持っており、作中色々な方法でボンドにアピールするものの、逆にボンドからはその気はなく、いつもリップサービスや軽いボディータッチ程度で返されてしまうのがお約束。このため、007シリーズを飾る女性キャラクターではあるが、ボンドガールには含まれないことが定義されている。
007は二度死ぬでは、王立婦人海軍の制服姿で初登場し、大尉の階級章を付けている

## キャラクターのインスピレーション
イアン・フレミングによる『カジノ・ロワイヤル』の初稿では、マネーペニーの名前は元々、MI6長官スチュワート・メンジーズの個人秘書のキャスリーン・ペティグリューにちなんで「ミス・"ペティ"・ペタヴァル」であった。フレミングはその後変更した。他に、特殊作戦執行部のヴェラ・アトキンス、海軍諜報長官のパディ・リズデール、そしてフレミングと第二次世界大戦時代に知り合いだったジョアン・ブライト・アストリーの影響があった。

## 女優
マネーペニーはイーオン製作のシリーズ24本、非イーオン作品1本に登場し、これまでに6人の女優が演じている。

### イーオン作品
ロイス・マクスウェル
1. 007 ドクター・ノオ (1962)
2. 007 ロシアより愛をこめて (1963)
3. 007 ゴールドフィンガー (1964)
4. 007 サンダーボール作戦 (1965)
5. 007は二度死ぬ (1967)
6. 女王陛下の007 (1969)
7. 007 ダイヤモンドは永遠に (1971)
8. 007 死ぬのは奴らだ (1973)
9. 007 黄金銃を持つ男 (1974)
10. 007 私を愛したスパイ (1977)
11. 007 ムーンレイカー (1979)
12. 007 ユア・アイズ・オンリー (1981)
13. 007 オクトパシー (1983)
14. 007 美しき獲物たち (1985)

キャロライン・ブリス
1. 007 リビング・デイライツ (1987)
2. 007 消されたライセンス (1989)

サマンサ・ボンド
1. 007 ゴールデンアイ (1995)
2. 007 トゥモロー・ネバー・ダイ (1997)
3. 007 ワールド・イズ・ノット・イナフ (1999)
4. 007 ダイ・アナザー・デイ (2002)

ナオミ・ハリス
1. 007 スカイフォール (2012)[5]
2. 007 スペクター (2015)
3. 007 ノー・タイム・トゥ・ダイ (2020)

### 非イーオン作品
バーバラ・ブーシェ
1. 007 カジノロワイヤル (1967) マネーペニーの娘役

パメラ・セイラム
1. ネバーセイ・ネバーアゲイン (1983)

## 女優について
- マクスウェルはユナイテッド・アーティスツ・テレビジョン（英語版）製作による1967年のテレビスペシャル『Welcome to Japan, Mr. Bond』でもマネーペニーを演じた。
- マクスウェルは1975年のフランス映画『クレージーボーイ/香港より愛をこめて』でもマネーペニーを演じた。
- 2012年のロンドンオリンピックの招致のための広告ではサマンサ・ボンドが再びミス・マネーペニーを演じた。この際、1973年から1985年までジェームズ・ボンドを演じたロジャー・ムーアと共に登場した[6]。
- 2005年のコンピュータゲーム『From Russia with Love』では同名映画のマクスウェルに似たマネーペニーが登場した。声はカーリー・ローゼンバーグである[7]。

## その他
- マネーペニーのボンドへの愛情は非常に強く、『女王陛下の007』で、ボンドがテレサと結婚した際には人目を憚らず結婚式場で泣き、Qたちに慰められるシーンがある。また、『ダイ・アナザー・デイ』では、Qが発明したバーチャルキットを使い、仮想空間でボンドとのラブシーンを作り上げている。

ただ『スカイフォール』以降に関していえばその限りではなく『スペクター』に至ってはボーイフレンドがおりボンドが驚く描写がある。
- 『スカイフォール』に登場するマネーペニーは、物語終盤までボンドと同じく現場で働き、ボンドをサポートする存在「イヴ」というキャラクターである事しか判明しない。しかし、ラスト付近でMの秘書へと人事異動となり、その際に今まで自己紹介をしていなかったボンドに「私の名前はイヴ、イヴ・マネーペニー」と言うことでマネーペニーであることが発覚する。なお、マネーペニーのフルネームが登場するのはこの作品が初。
- 『ダイ・アナザー・デイ』までの20作品でボンド以外のキャラクターで唯一全作品登場している。